# Agnes Schmitt
Agnes Schmitt (auch Agnes Schmidt/Schmitten Peters Frau) (* 1600 in Friesenhagen; † 17. Dezember 1650 in Friesenhagen) war ein Opfer der Hexenverfolgungen in Friesenhagen.

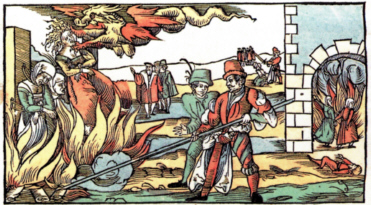
Verbrennung von drei Hexen in Derneburg, 1555, Flugblatt, 16. Jahrhundert

## Leben
Agnes Schmitt war die Frau des Hofpächters Peter Schmitt (auch Peter Schmidt) aus Friesenhagen. Sein Vater war Küster, er wurde 1614 als „Hannes der alte Küster“ erwähnt. Sein jüngerer Bruder war der Küster Jakob Schmitt.
Ihre Mutter war die verwitwete Bauersfrau Lieschen, die Köchsche. Ihre Schwester hieß Bilgen, Frau des Johann Jung.
Sie wohnten im untersten Haus zu Friesenhagen und hatten sechs Kinder. Ihre ältesten Töchter Stinchen, Lieschen und Trinchen waren verheiratet. Magdalenchen war 15, Peter Jakob zwölf und Gertrud sieben Jahre alt.

## Hexenverfolgungen in Friesenhagen/Wildenburger Land
Den Hexenverfolgungen in Friesenhagen/Wildenburger Land fielen von 1590 bis 1652 über 200 Menschen zum Opfer. Am Ende des Dreißigjährigen Krieges drückte die Last durch einquartierte Soldaten die armen Hofpächter. 1648 richteten sie ein Bittgesuch an ihre Landesherren, „das verdammliche Laster der Zauberei, Unholden und Hexen in unserem Gebiete auszurotten.“
Die Landesherren Graf Hermann von Hatzfeldt zu Crottorf und die Freiherren Johann Adrian und Wilhelm Henrich von Hatzfeld zu Wildenburg ernannten den Amtmann von Wildenburg, Professor Dr. Hermann Heistermann, zu ihrem Gerichtskommissar. Von jedem Angeklagten, den er des Zauberlasters überführte, erhielt Heistermann vier Reichstaler.

## Hexenprozess gegen Agnes Schmitt
Am 1. November 1650 begann zu Wildenburg ein Hexenprozess, dem 30 Männer und Frauen zum Opfer fielen. 
Unter den 13 Opfern aus dem Dorf Friesenhagen waren auch Peter Schmitt, Botengänger des Herren Johann Adrian von Hatzfeld, und seine Frau Agnes.
Ihre beiden Nachbarinnen: die alte Meuß Merg zu Friesenhagen/Oberhövels (ihr Vater war wegen Hexerei hingerichtet worden) und Liesgen (Lieschen), des Ernst Frau zu Friesenhagen, hatten in einem Hexenprozess fast alle Männer und Frauen des Dorfes als Buhlen des Teufels besagt. 
Peter Schmidt wurde in sieben Prozessen als Hexenmeister besagt. Besonders belastend für ihn war, dass er angeblich aus einem mit dem Zauberlaster behafteten Geschlecht stammte. Seine Mutter, eine geborene Solbach, hatte im Verdacht der Zauberei gestanden, starb jedoch vor einer Verurteilung. Blutsverwandte von Menschen, die wegen Hexerei angeklagt waren, waren in besonderer Weise gefährdet, auch auf dem Scheiterhaufen zu landen. Ihr jüngerer Bruder Groß Johann von Niedersolbach wurde am 22. November 1650 in einem Hexenprozess in Friesenhagen hingerichtet. 
Peter Schmidt wurde am 3. Dezember 1650 hingerichtet.
Zwei Tage später wurde seine 50-jährige Frau Agnes verhaftet und in einem leeren Pferdestall auf der Wildenburg eingesperrt, weil der Turm voller Gefangenen war. 
Unter der Folter hatten andere Angeklagten sie beschuldigt, sie hätte die Leichen ungetaufter Kinder auf dem Friedhof ausgegraben, zum Hexentanzplatz mitgenommen und dort zu Asche verbrannt. Dies erregte großes Aufsehen bei der Bevölkerung. Als das Gericht die Gräber auf dem Friedhof öffnen ließ, fand man die Kinderleichen jedoch unversehrt. Trotzdem wurde der Prozess fortgesetzt.
Es gelang Agnes Schmitt aus dem Kerker zu fliehen. Als sie von den Wärtern aufgegriffen wurde, sagte sie: „Ich wollte nur noch einmal meine Kinder sehen!“
Nach Folterung und Geständnis wurde Agnes Schmitt zwei Wochen nach ihrem Mann Peter mit acht anderen Verurteilten am 17. Dezember 1650 hingerichtet: zuerst enthauptet und dann verbrannt.
Das Ehepaar Schmitt hinterließ sechs Kinder. Für ihre drei unmündigen Kinder bestimmte Agnes vor ihrem Tod ihren Vetter, den Schulmeister Bertram Schmitt, als Vormund.

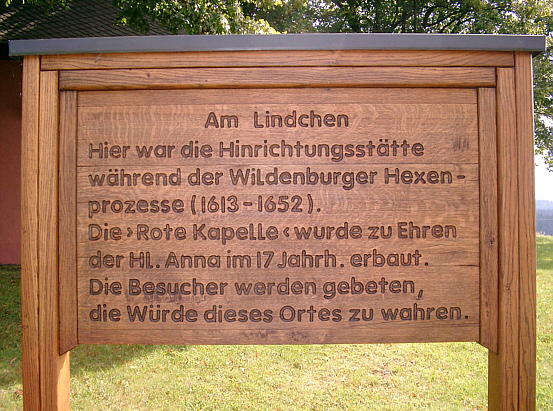
Friesenhagen, Rote Kapelle, Gedenktafel für die Opfer der Hexenprozesse

## Gedenken
Die Hinrichtungsstätte war auf dem Blumenberg bei der heutigen Anna-Kapelle Friesenhagen. Eine Tafel neben der Roten Kapelle und der alten Linde erinnert an die Hexenprozesse im 17. Jahrhundert.